# Dillsboro (Indiana)
Dillsboro est une municipalité située dans le comté de Dearborn, dans l’État de l'Indiana, aux États-Unis. Lors du recensement de 2020, elle comptait 1 360 habitants.